# Hoplopteron
Hoplopteron is een geslacht van weekdieren uit de klasse van de Gastropoda (slakken).

## Soorten
- Hoplopteron alifera (Thiele, 1925)
- Hoplopteron terquemi P. Fischer, 1876